# 低频猎人
乔纳斯·埃里克·阿尔特贝格（瑞典語：Jonas Erik Altberg，1984年12月22日—），瑞典歌手與唱片騎師，以Basshunter这个艺名更为人们所知（亦称作低频猎人) 。他以歌曲「Boten Anna」，「Vi sitter i Ventrilo och spelar DotA」，「Now You're Gone」 和 「All I Ever Wanted」而出名。Basshunter目前共发行了6张专辑，其中两张在英国发布。2010年，Basshunter参加英國名人老大哥，並以第四名的成績完成遊戲。

## 早期生活

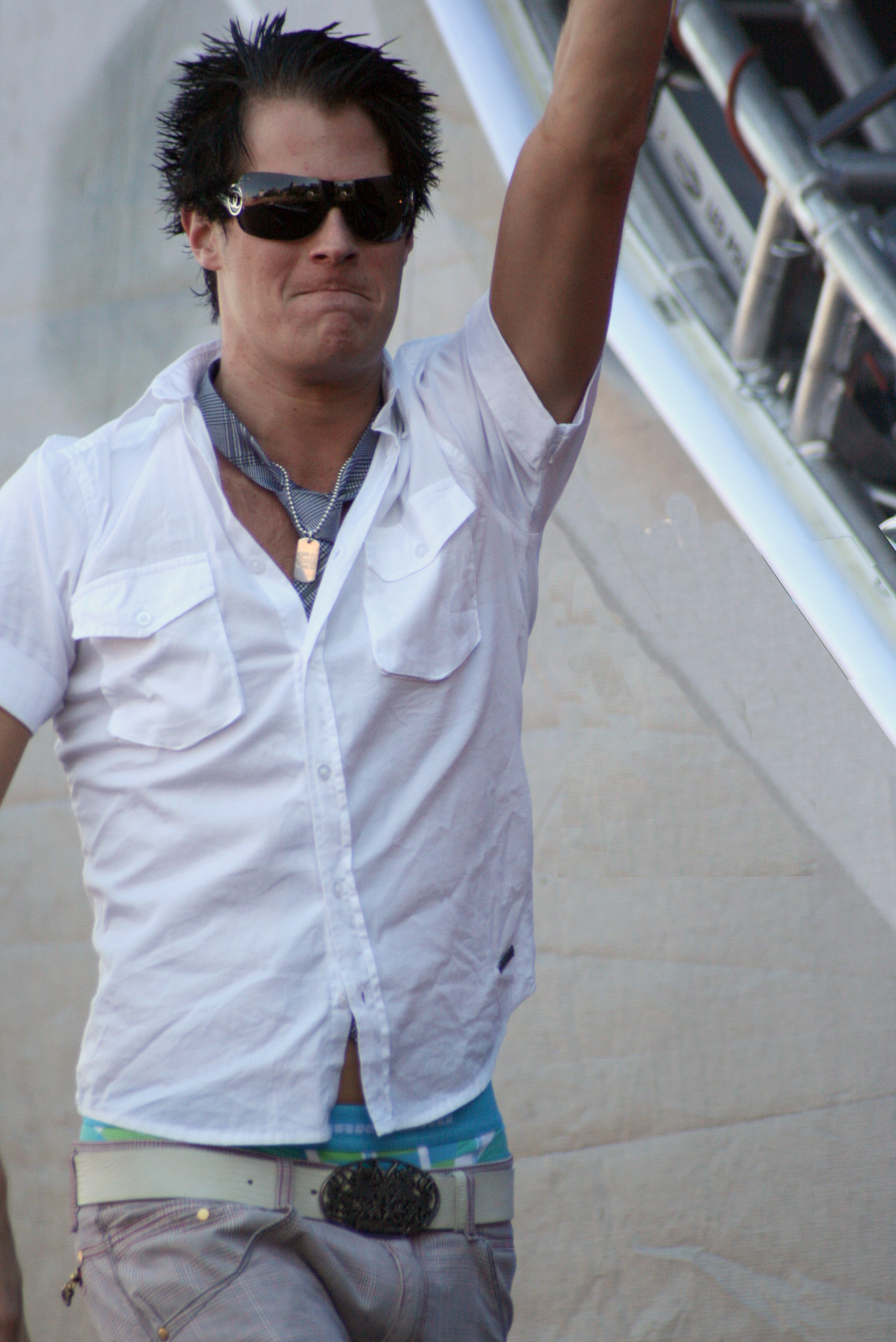
Basshunter (2007年)

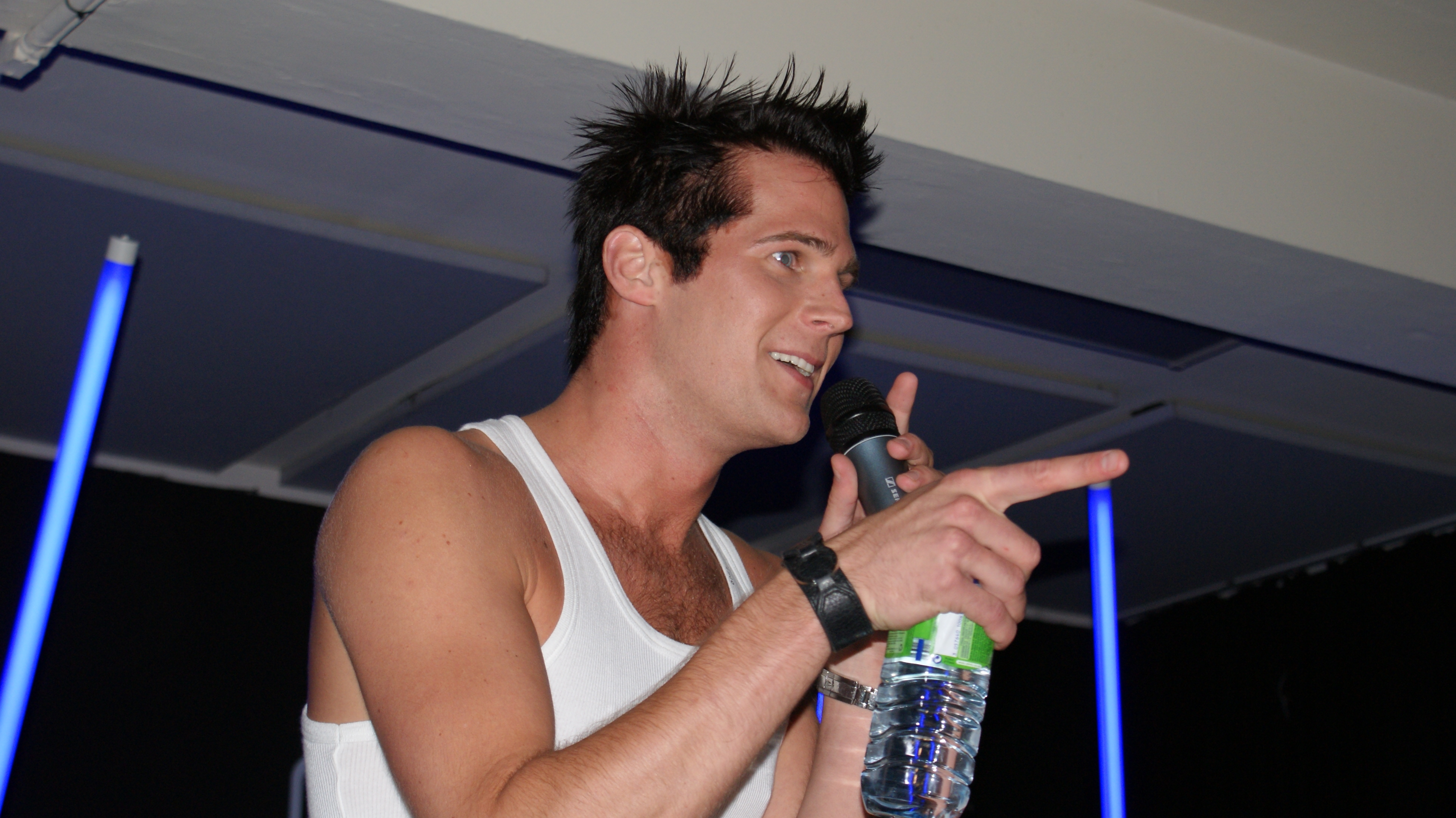
Basshunter (2009年)

Basshunter生于瑞典哈尔姆斯塔德，并与他的父母和弟弟住在一起。他在2001年开始使用艺名Basshunter创作音乐，并一直使用这个艺名到现在。
他的第一张专辑The Bassmachine于2004年发布。2006年，他通过自己的网站发布The Bassmachine和The Old Shit。
之后他成为了一个DJ。2006年5月，他在瑞典与华纳音乐签约，发布了第一首单曲「Boten Anna」。2007年，他发布了一个重新录制题为「Now You're Gone」的专辑，以吸引外国市场。这首歌在在英国单曲排行榜第一，并位列榜首五个星期。

## 迷因
最近火紅的里卡多·米洛斯迷因，其中就使用低频猎人的「Vi sitter i Ventrilo och spelar DotA」(DotA)歌曲。
(迷因中的音樂其實有4種版本，分別是Danced Like a Butterfly, Vi sitter i Ventrilo och spelar DotA, U Got That 以及Dancin這4個版本)。

## 争议
2010年12月15日，Basshunter被警方指控在苏格兰一个夜总会性侵犯两女粉丝。他被保释回到瑞典。他的经理当时坚称，这些指控是“完全不真实的。」。出席听证会在2011年1月12日于克郡法院举行,Basshunter否認對兩個女人两项性侵犯的指控。2011年6月14日，他被告知無罪，警長称兩原告是不可信也不可靠的。

## 音乐作品

### 錄音室專輯
- The Bassmachine (2004)
- LOL <(^^,)> (2006)
- Now You're Gone – The Album (2008)
- Bass Generation (2009)
- Calling Time (2013)

### 精选集
- The Old Shit (2006)
- The Early Bedroom Sessions (2012)

### 單曲
- 「Welcome to Rainbow」 (2006)
- 「Boten Anna」 (2006)
- 「Vi sitter i Ventrilo och spelar DotA」 (2006)
- 「Vifta med händerna」 (2006)
- 「Jingle Bells」 (2006)
- 「Now You're Gone」 (2007)
- 「Please Don't Go」 (2008)
- 「All I Ever Wanted」 (2008)
- 「Angel in the Night」 (2008)
- 「I Miss You」 (2008)
- 「Walk on Water」 (2009)
- 「Every Morning」 (2009)
- 「I Promised Myself」 (2009)
- 「Saturday」 (2010)
- 「Fest i hela huset」 (2011)
- 「Northern Light」 (2012)
- 「Dream on the Dancefloor」 (2012)
- 「Crash & Burn」 (2013)
- 「Calling Time」 (2013)
- 「Elinor」 (2013)
- 「Masterpiece」 (2018)
- 「Home」 (2019)
- 「Angels Ain't Listening」 (2020)
- 「Life Speaks to Me」 (2021)
- 「End the Lies」 (& Alien Cut) (2022)
- 「Ingen kan slå (Boten Anna)」 (Victor Leksell) (2023)

### 重混
- Verka Serduchka – 「Dancing Lasha Tumbai」 (2007)
- Alex C. feat. Y–ass – 「Du hast den schönsten Arsch der Welt」 (2007)
- Loituma – 「Ieva’s Polka (Ievan Polkka)」 (2007)
- Dr. Bombay – 「Calcutta 2008」 (2007)
- Alina – 「When You Leave (Numa Numa)」 (2008)
- 低频猎人 – 「Crash & Burn」 (2013)
- 阿拉什 feat. 提潘 – 「Sex Love Rock n Roll (SLR)」 (2014)

## 奖项
| 年份 | 奖项             | 类别                                    | 结果 |
| ---- | ---------------- | --------------------------------------- | ---- |
| 2006 | 格莱美奖         | 今年最好听的手机铃声 （「Boten Anna」） | 獲獎 |
| 2006 | 外套熊           | 年度瑞典之声                            | 提名 |
| 2006 | 外套熊           | 今年瑞典的新人                          | 提名 |
| 2006 | 欧洲舞曲网站奖   | 「Boten Anna」                          | 獲獎 |
| 2007 | NRJ音乐奖        |                                         | 獲獎 |
| 2008 | 欧洲跨国界音乐奖 | LOL <(^^,)>                             | 獲獎 |
| 2008 | Eska音乐奖       | 「Now You're Gone」                     | 獲獎 |
| 2008 | BT数字音乐奖     | 最佳电子艺人或DJ                        | 提名 |
| 2008 | BT数字音乐奖     | 突破年度艺术家                          | 提名 |
| 2008 | MTV欧洲音乐奖    | 最佳新人                                | 提名 |
| 2008 | MTV欧洲音乐奖    | 年度最佳歌曲                            | 提名 |
| 2008 | 年度最佳唱片     | 「Now You're Gone」                     | 提名 |
| 2008 | 世界音乐奖       | 世界上最畅销的瑞典艺术家                | 獲獎 |
| 2009 | 箭之声           | 最佳男歌手                              | 獲獎 |
| 2010 | 国际舞蹈音乐奖   | 最佳歌手 (「Every Morning”)             | 提名 |
| 2011 | 箭之声           | 最佳男歌手单曲 (「Saturday」 ）         | 提名 |